# Grandeur et Misère de la modernité

Grandeur et Misère de la modernité est un livre du philosophe canadien Charles Taylor, publié en 1992 sous le titre original anglais de The Malaise of Modernity (Le malaise de la modernité). Il s'agit d'une reprise des conférences Massey données par Taylor à l'Université de Toronto l'année précédente. Le livre a été publié aux États-Unis sous le titre The Ethics of Authenticity.
L'auteur se livre à une analyse de ce qu'il appelle le « malaise de la modernité » en interconnectant trois concepts forts : la raison instrumentale, le désenchantement du monde et le narcissisme contemporain.